# Lycodinae
Die Lycodinae sind die artenreichste Unterfamilie der Aalmuttern (Zoarcidae) die von der Arktis bis zur Antarktis in allen Weltmeeren vorkommt. Die meisten der über 230 Arten leben im nördlichen Pazifik. Dort gibt es mehrere endemische Gattungen. An den Küsten Nordeuropas, an den Küsten Norwegens und Islands, leben zwei Arten, Sars Wolfsfisch (Lycodes sarsi) und Vahls Wolfsfisch (Lycodes vahli).

## Merkmale
Wie alle Aalmuttern besitzen die Arten der Unterfamilie Lycodinae einen langgestreckten Körper und ein end- oder unterständiges Maul. Sie werden 6,8 bis 88 cm lang.
Mit Ausnahme von Taranetzella ist die Haut fest und nicht gelatinös. Die auf dem Kopf befindlichen Poren des Seitenliniensystems sind im Allgemeinen gut entwickelt, eine Seitenlinie bei den meisten Gattungen vorhanden. Die Kiemenöffnung ist mittelgroß und reicht hinunter bis zur Bauchflossenbasis. Mit Ausnahme von Maynea und Pachycara besitzen alle Gattungen Bauchflossen. Die Rückenflosse wird ausschließlich von Weichstrahlen gestützt. Rechtes und linkes Stirnbein sind in der Unterfamilie Lycodinae miteinander verwachsen.
Die einzelnen Gattung werden anhand der Flossenformel, der Färbung, dem Vorhandensein oder Fehlen von Barteln und/oder Bauchflossen, der Anordnung der Kopfporen und von Knockenplatten und der Bezahnung von Pflugscharbein und Gaumenbein voneinander unterschieden.

## Gattungen
- Aiakas (Gosztonyi, 1977)

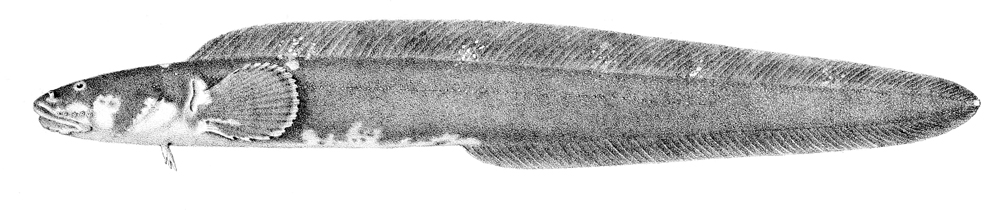
Austrolycus depressiceps

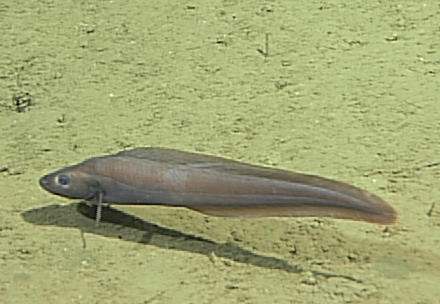
Bothrocara brunneum

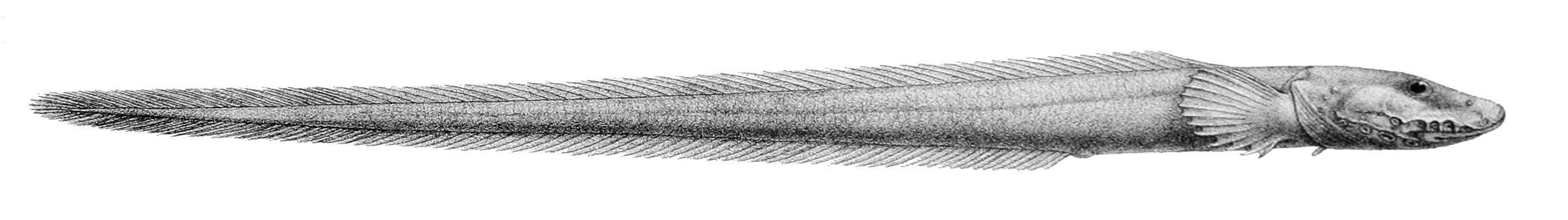
Lycenchelys muraena

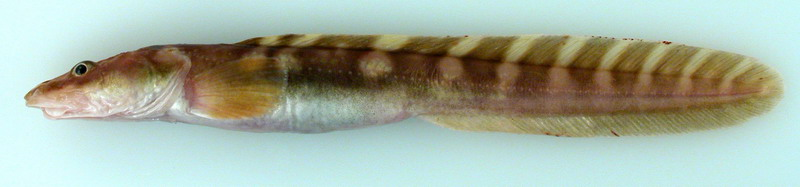
Lycodes turneri

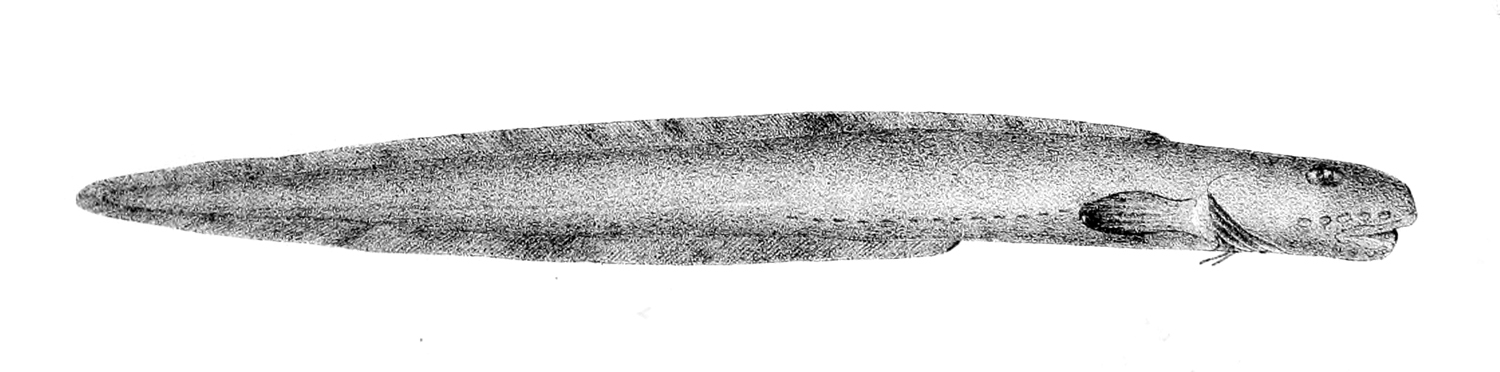
Ophthalmolycus amberensis

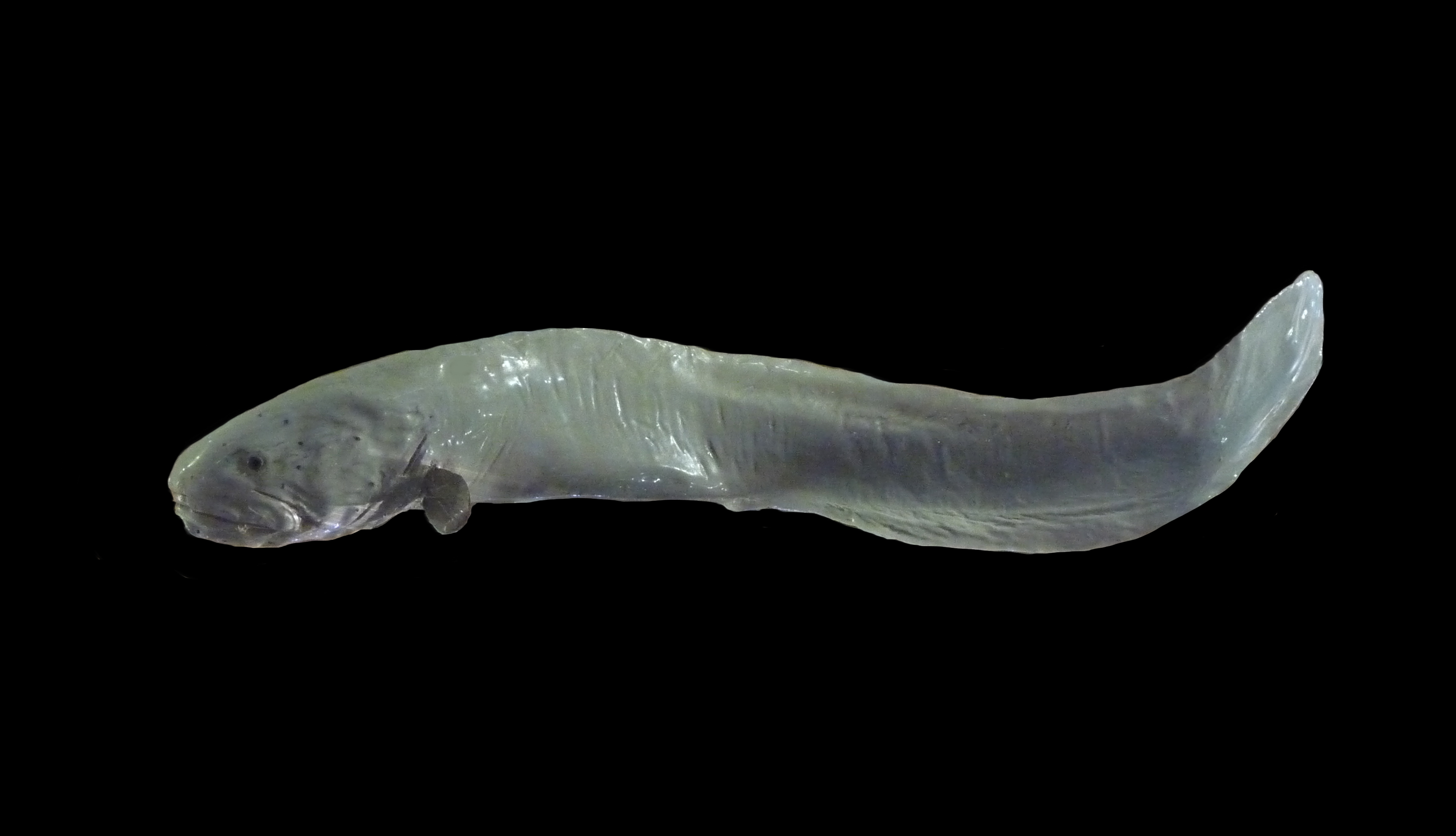
Thermarces cerberus

- Argentinolycus Matallanas & Corbella, 2012
- Austrolycus (Regan, 1913)
- Bothrocara (Bean, 1890)
- Bothrocarina (Suvorov, 1935)
- Crossostomus (Lahille, 1908)
- Dadyanos (Whitley, 1951)
- Derepodichthys (Gilbert, 1896)
- Dieidolycus (Anderson, 1988)
- Eucryphycus (Anderson, 1988)
- Exechodontes (DeWitt, 1977)
- Gosztonyia Matallanas, 2009
- Hadropogonichthys (Fedorov, 1982)
- Iluocoetes (Jenyns, 1842)
- Japonolycodes (Shinohara, Sakurai & Machida, 2002)
- Letholycus (Anderson, 1988)
- Lycenchelys (Gill, 1884)
- Lycodapus (Gilbert, 1890)
- Lycodes (Reinhardt, 1831)
- Lycodichthys (Pappenheim, 1911)
- Lycodonus (Goode & Bean, 1883)
- Lycogrammoides (Soldatov & Lindberg, 1929)
- Lyconema (Gilbert, 1896)
- Maynea (Cunningham, 1871)
- Notolycodes (Gosztonyi, 1977)
- Oidiphorus (McAllister & Rees, 1964)
- Ophthalmolycus (Regan, 1913)
- Pachycara (Zugmayer, 1911)
- Patagolycus Matallanas & Corbella, 2012
- Petroschmidtia Taranetz & Andriashev, 1934
- Phucocoetes (Jenyns, 1842)
- Piedrabuenia (Gosztonyi, 1977)
- Plesienchelys (Anderson, 1988)
- Pogonolycus (Norman, 1937)
- Puzanovia (Fedorov, 1975)
- Pyrolycus (Machida & Hashimoto, 2002)
- Taranetzella (Andriashev, 1952)
- Thermarces (Rosenblatt & Cohen, 1986)